# Gestriana superba
Gestriana superba är en skalbaggsart som först beskrevs av Raffaello Gestro 1888.  Gestriana superba ingår i släktet Gestriana och familjen långhorningar.
Artens utbredningsområde är Burma. Inga underarter finns listade i Catalogue of Life.